# Splendid China Folk Village

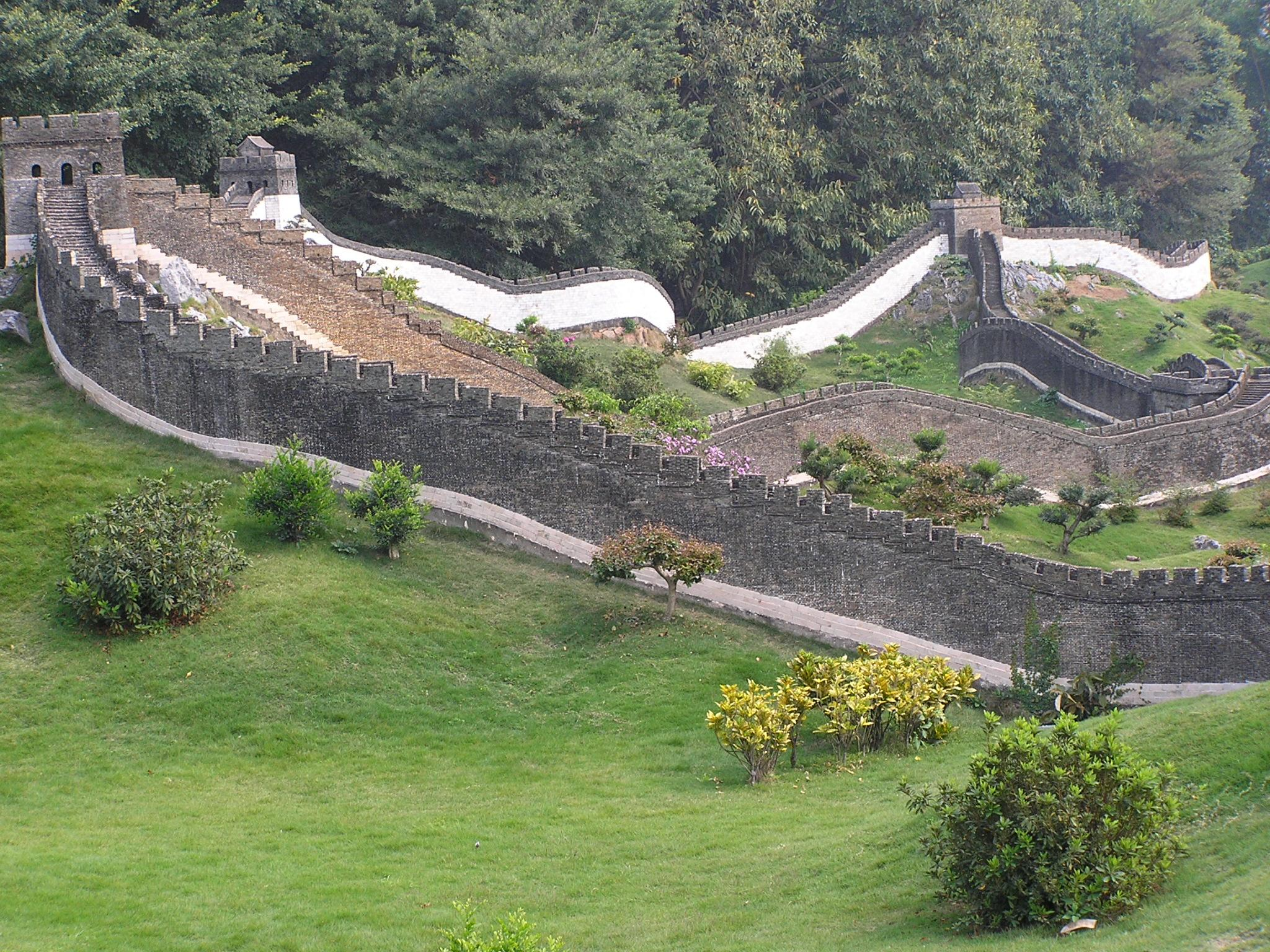
Gran Muralla Xina en miniatura

Splendid China Folk Village (xinès:锦绣中华民俗村, pinyin: Jǐnxiù Zhōnghuá Mínsú Cūn) és un parc temàtic que inclou dues zones (un Parc en miniatura, Splendid China, i China Folk Culture Village) situat a Shenzhen, província de Guangdong, República Popular de la Xina. La temàtica del parc reflecteix la història, la cultura, l'art, l'arquitectura antiga, els costums i els hàbits de diverses nacionalitats. És un dels parcs paisatgístics més grans del món per la quantitat d'escenaris reproduïts. El parc està desenvolupat i gestionat per la principal corporació de viatges i turisme, China Travel Service.

## Ubicació

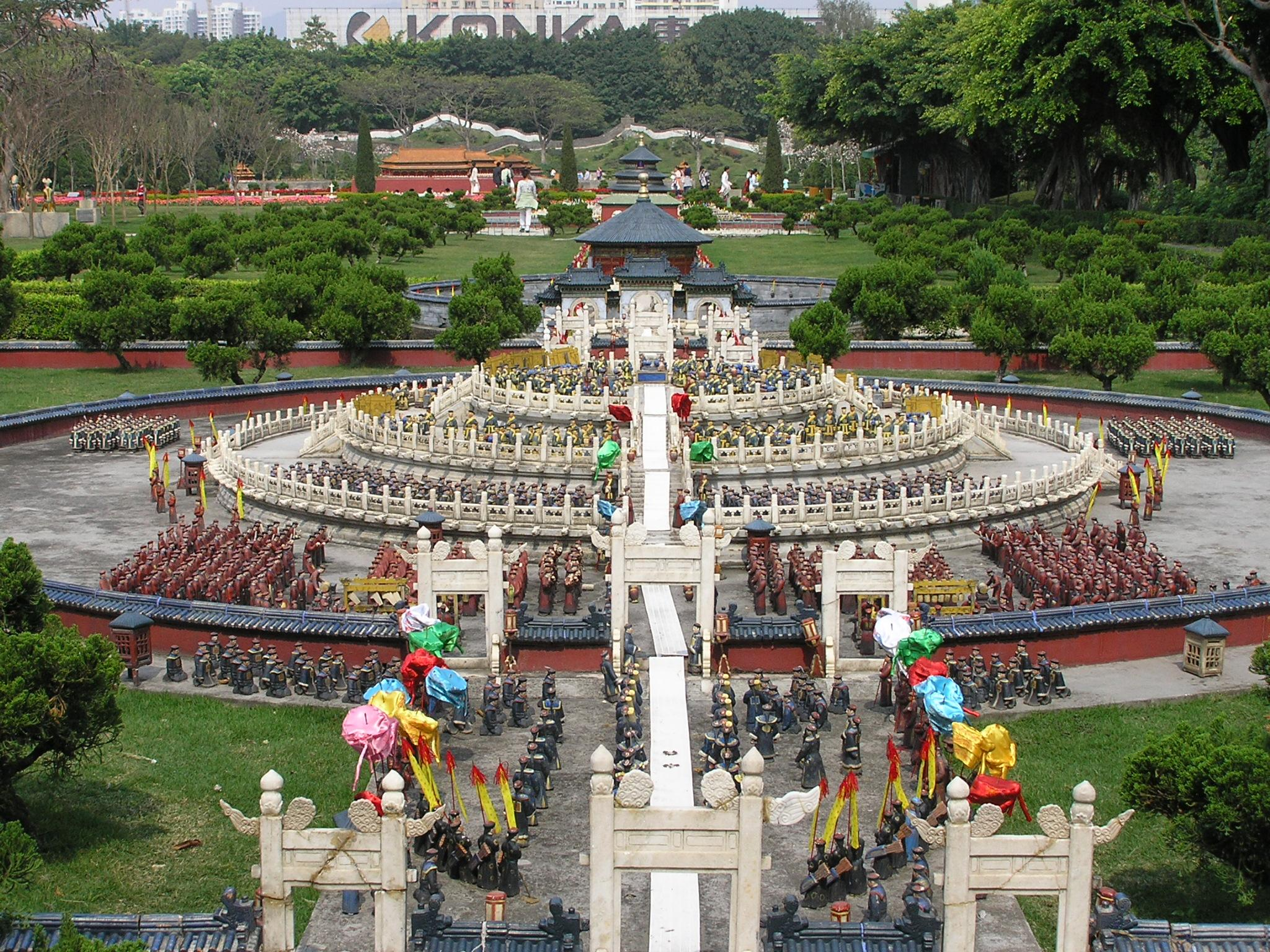
Temple del cel en miniatura

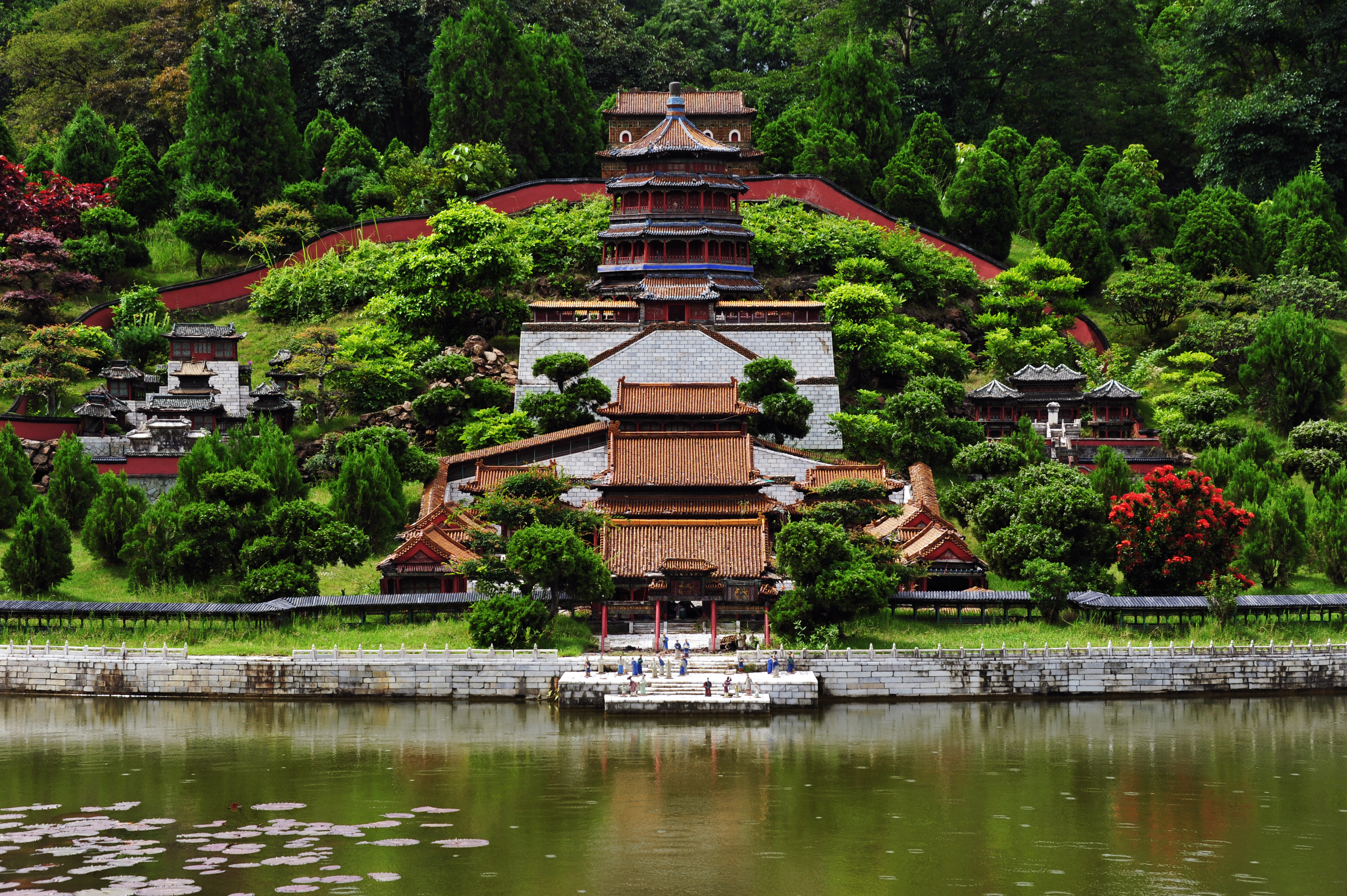
Palau d'estiu en miniatura

Splendid China està situada al costat de la badia de Shenzhen, en una zona turística de la ciutat xinesa d'ultramar (OCT) a la Zona Econòmica Especial de Shenzhen. És un viatge en tren de 35 a 40 minuts des de l’estació de Luohu a la línia 1 del metro de Shenzhen o 30 minuts amb autobús (el bus número 101 o el minibús 23 en són dos exemples).

## Sobre el parc
Més de 100 atraccions turístiques principals s'han miniaturitzat i distribuït segons el mapa de la Xina. La majoria d'atraccions s'han reduït a una escala d'1:15. Es divideix en Zona de Punts Escènics i Zona de Servei Integral. Tot el parc ocupa 30 hectàrees.
Hi ha cotxes i trens per transportar els visitants pel parc, cosa que permet visitar la Gran Muralla Xinesa, la Ciutat Prohibida, el Temple del Cel, el Palau d'Estiu de Pequín, la Presa de les Tres Gorges, el Palau de Potala i l'Exèrcit de guerrers de terracota en un dia.
El parc també acull diversos espectacles que representen diversos esdeveniments de la història xinesa (per exemple, un espectacle d'equitació que representa una batalla dirigida per Genguis Kan), un espectacle cultural xinès, etc. Alguns dels espectacles només es fan els caps de setmana.

## Curiositats
L'asteroide 3088 Jinxiuzhonghua va rebre el nom del parc. El poble de la cultura popular xinesa es troba al costat del parc de Shenzhen.